# اتیل مالتول
اتیل مالتول (به انگلیسی: Ethyl maltol) با فرمول شیمیایی C۷H۸O۳ یک ترکیب شیمیایی با شناسه پاب‌کم ۲۱۰۵۹ است. که جرم مولی آن 140.14 g/mol می‌باشد. شکل ظاهری این ترکیب، پودر بلورین سفید است.